# Leslie Charleson

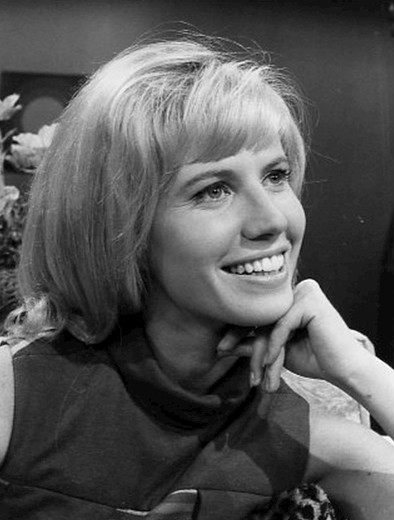
Leslie Charleson (1967)

Leslie Charleson (* 22. Februar 1945 in Kansas City, Missouri; † 12. Januar 2025) war eine US-amerikanische Schauspielerin.

## Leben
Ihre Schauspielkarriere beim Fernsehen begann 1964 in der kurzlebigen Seifenoper A Flame in the Wind, danach übernahm sie verschiedene Gastrollen in Fernsehserien sowie vereinzelte Filmauftritte. Bekannt wurde Charleson einem breiteren Publikum in ihrem Heimatland vor allem durch ihre langlebige Rolle als Dr. Monica Quartermaine in der US-amerikanischen Seifenoper General Hospital, die sie zwischen 1977 und Ende 2023 verkörperte. Für diese Darstellung wurde sie viermal für den Emmy nominiert (1980, 1982, 1983, 1995) und viermal für den Soap Opera Digest Award (1986, 1988, 1990, 1993). Nebenbei trat sie weiter in zahlreichen Fernsehfilmen und -serien auf. Ihr Schaffen vor allem in diversen Fernsehserien umfasst mehr als 40 Produktionen.
Die Schauspielerin war ab 1988 mit Bill Demms verheiratet, wurde aber 1991 geschieden. Charleson starb im Alter von 79 Jahren nach mehreren Stürzen in den vorangegangenen Jahren, die ihre Mobilität eingeschränkt hatten.

## Filmografie (Auswahl)
- 1964: A Flame in the Wind (Fernsehserie, unbekannte Folgenzahl)
- 1966: Jung und Leidenschaftlich – Wie das Leben so spielt (As the World Turns, Fernsehserie, eine Folge)
- 1968: Der schnellste Weg zum Jenseits (A Lovely Way to Die)
- 1968: Verrückter wilder Westen (The Wild Wild West, Fernsehserie, eine Folge)
- 1970: Mannix (Fernsehserie, eine Folge)
- 1972: Notruf California (Emergency!, Fernsehserie, eine Folge)
- 1972–1973: Dr. med. Marcus Welby (Marcus Welby, M.D., Fernsehserie, zwei Folgen)
- 1972–1975: Cannon (Fernsehserie, drei Folgen)
- 1973: Der Tag des Delphins (The Day of the Dolphin)
- 1973: FBI (The F.B.I., Fernsehserie, eine Folge)
- 1973: Der Chef (Ironside, Fernsehserie, eine Folge)
- 1974, 1976: Die Straßen von San Francisco (The Streets of San Francisco, Fernsehserie, zwei Folgen)
- 1975: Kung Fu (Fernsehserie, eine Folge)
- 1975: Barnaby Jones (Fernsehserie, eine Folge)
- 1976: Pazifikgeschwader 214 (Baa Baa Black Sheep, Fernsehserie, eine Folge)
- 1977–2023: General Hospital (Fernsehserie, mind. 2077 Folgen)
- 1977: Detektiv Rockford – Anruf genügt (The Rockford Files, Fernsehserie, zwei Folgen)
- 1993: Die Frau am Abgrund (Woman on the Ledge, Fernsehfilm)
- 1997: Diagnose: Mord (Diagnosis Murder, Fernsehserie, eine Folge)
- 1997–2000: Port Charles (Fernsehserie, 27 Folgen)
- 2001: Dharma & Greg (Fernsehserie, eine Folge)
- 2004: Friends (Fernsehserie, eine Folge)